# Edward Mannock
Edward Mick Mannock (¿Aldershot?, Inglaterra, 24 de mayo de 1887– cercanías de Lestrem, Francia, 26 de julio de 1918) fue un piloto aviador de la Primera Guerra Mundial. Tiene acreditadas 61 victorias en combate, el mayor número para un militar británico en ese conflicto. 

## Primeros años
Existe cierta controversia en cuanto a su lugar de nacimiento, pues algunas fuentes establecen su lugar de origen en Ballincollig, República de Irlanda, mientras otras lo ubican en Inglaterra. El padre de Mannock, un militar escocés y borracho habitual, abandonó el hogar cuando tenía doce años. Con su familia envuelta en la pobreza, se vio obligado a trabajar en diversos oficios, y sufrió, desde entonces, de una escasa visión en su ojo izquierdo. A sus veinte años ingresó al Partido Laborista, tiempo en el cual era un ferviente crítico de la injusticia social. Cuando inició la Primera Guerra Mundial trabajaba en Turquía, y temió por su suerte debido a su nacionalidad. Su inquietud se hizo realidad cuando efectivamente terminó en prisión. Sin embargo, logró su repatriación y en 1915 ingresó al Royal Army Medical Corps. En 1916 logró ser un oficial, e intentó convertirse en aviador el año siguiente. Alcanzó su objetivo a pesar de su mala visibilidad, quizá debido a la necesidad de reclutas.

## Carrera militar

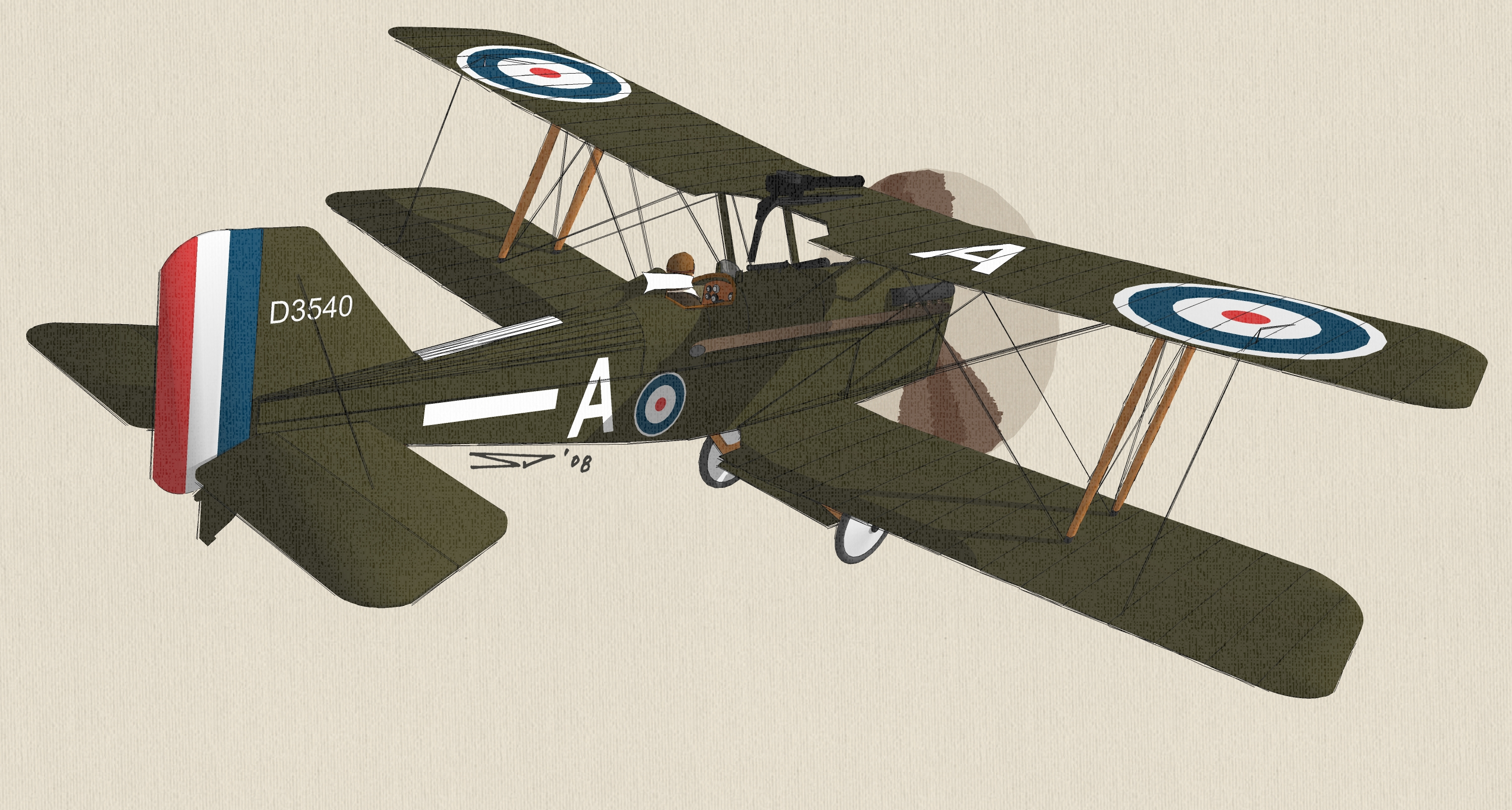
Representación del avión de caza SE–5a.

En febrero de 1917, bajo la instrucción de James McCudden, fue aprobado como piloto aviador. Una vez en el Cuerpo Aéreo Real —destacado en el Frente Occidental— tuvo a su cargo un Nieuport en el escuadrón n.º 40. Descrito como reservado y de temperamento fuerte, lloró al enterarse de la muerte de Albert Ball. Justo en el mes de octubre se hizo acreedor a la Cruz Militar, y, por su desempeño, fue ascendido a capitán. Por otro lado, hacia el final de ese año el escuadrón pasó a utilizar unidades SE–5a, avión de caza con el que Mannock derribaría 46 aeroplanos enemigos. Asimismo, durante su servicio entró en conflicto con altos oficiales ante la falta de paracaídas para los pilotos británicos, algo que los alemanes disponían. También se dio a la tarea de elaborar un conjunto de 15 reglas para el combate en el aire, que fueron útiles en ese tiempo y los años siguientes. 
Hacia marzo de 1918 Mick había sido elegido como el comandante del escuadrón n.º 74. Como un destacado caudillo, brindaba protección y ayuda hacia quienes estaban a su mando. De igual manera, su frialdad y brutalidad eran notables. Para el caso, en un incidente no paró de ametrallar a una nave enemiga aun y cuando iba en picada. Poco después de batir a cuatro aeroplanos en un solo día, fue condecorado con la Orden del Servicio Distinguido. De igual modo, Mannock no ocultaba su rencor al Imperio Alemán al que estaba determinado a destruir. De acuerdo a sus palabras, cuando acaeció la muerte de Manfred von Richthofen, esperaba que el afamado «Barón Rojo» se hubiera «quemado en su caída».
A mediados de ese año tenía contabilizadas 59 naves destruidas. En ese tiempo se había convertido en un obseso por el aseo personal. Edward dejó el escuadrón n.º 74 (circunstancia que le afectó pues lloró en su marcha) y pasó al no. 85. Otro evento que le conmovió fue el deceso de James McCudden el 8 de julio. El día 26 de ese mismo mes, se lanzó al aire junto al teniente neozelandés Donald Inglis. Juntos lograron derribar dos naves alemanas. Al regreso, Inglis divisó que el avión de Mannock estaba envuelto en llamas, para después colapsar hacia el campo. Como ironía, uno de los temores del militar era acabar de esa forma. A pesar de todo, no está clara la manera precisa cómo ocurrió el final de Mannock. Después de su muerte fue condecorado con la Cruz Victoria.